# هاجوجه
الهاجوجة آلة موسيقية وترية أشبه بالعود مبطنة بالجلد مقل الطبل ذات تهيج الشجون لذا سميت الهاجوجة يستعملها الفنانون المغاربة مثل فرقة جيل جيلالة وناس الإيوان والمشاهب وغيرهم.

## اقرأ أيضا
- مجال (موسيقى)